# Myosorex eisentrauti
Myosorex eisentrauti es una especie de musaraña de la familia soricidae.

## Distribución geográfica
Se encuentra sólo en la isla de Bioko, Guinea Ecuatorial.

## Estado de conservación
Se encuentra en peligro crítico de extinción por la pérdida de su hábitat natural.